# امپراتور یانگدی
امپراتور یانگدی (چینی: 煬帝؛ سلطنت: ۵۶۹~۶۱۸ میلادی) با نام شخصی یانگ گوانگ (楊廣)، نام جایگزین یینگ (英)، نام شیان‌بی آمو (阿摩)، دومین امپراتور دودمان سویی چین بود.
نام اصلی امپراتور یانگدی، یانگ یینگ بود اما پدرش امپراتور وندی پس از مشورت با پیشگوها نام او را به یانگ گوانگ تغییر داد. یانگ گوانگ پس از تأسیس دودمان سویی توسط امپراتور وندی در سال ۵۸۱، به عنوان شاهزادهٔ جین انتخاب شد. در سال ۵۸۸، فرماندهی ارتشی که به دودمان چن در جنوب چین حمله کردند را بر عهده گرفت و به خاطر موفقیت این لشکرکشی مورد تحسین قرار گرفت.